# Scott Kosmachuk
Scott Kosmachuk, född 24 januari 1994, är en kanadensisk professionell ishockeyspelare som är kontrakterad till NHL-organisationen Washington Capitals och spelar för deras primära samarbetspartner Hershey Bears i AHL. 
Han har tidigare spelat på NHL-nivå för Winnipeg Jets och på lägre nivåer för Colorado Eagles, Hartford Wolf Pack, Manitoba Moose och St. John's Icecaps i AHL och Guelph Storm i OHL.

## Klubblagskarriär

### NHL

#### Winnipeg Jets
Kosmachuk draftades i tredje rundan i 2012 års draft av Winnipeg Jets som 70:e spelare totalt.

#### Colorado Avalanche
Den 2 juli 2018 skrev han på ett ettårskontrakt värt 650 000 dollar med Colorado Avalanche.

#### Washington Capitals
Han ingick i en trade den 28 juni 2019 då han skickades till Washington Capitals tillsammans med ett val i andra rundan och ett val i tredje rundan i NHL-draften 2020, i utbyte mot André Burakovsky.

## Statistik
| 2009–2010  | Toronto Marlboros Minor Midget AAA | GTMMHL     | 80  | 33  | 40  | 79  | 108 | —  | —  | —  | —  | —  |
| 2010–2011  | Guelph Storm                       | OHL        | 68  | 6   | 15  | 21  | 25  | 6  | 1  | 0  | 1  | 5  |
| 2011–2012  | Guelph Storm                       | OHL        | 67  | 30  | 29  | 59  | 110 | 6  | 2  | 3  | 5  | 12 |
| 2012–2013  | Guelph Storm                       | OHL        | 68  | 35  | 30  | 65  | 105 | 5  | 1  | 0  | 1  | 13 |
| 2013–2014  | Guelph Storm                       | OHL        | 68  | 49  | 52  | 101 | 83  | 20 | 10 | 3  | 5  | 6  |
| 2014–2015  | St. John's Icecaps                 | AHL        | 70  | 14  | 14  | 28  | 62  | —  | —  | —  | —  | —  |
| 2015–2016  | Winnipeg Jets                      | NHL        | 8   | 0   | 3   | 3   | 2   | —  | —  | —  | —  | —  |
|            | Manitoba Moose                     | AHL        | 67  | 19  | 17  | 36  | 41  | —  | —  | —  | —  | —  |
| 2016–2017  | Manitoba Moose                     | AHL        | 58  | 11  | 17  | 28  | 47  | —  | —  | —  | —  |    |
| 2017–2018  | Hartford Wolf Pack                 | AHL        | 70  | 15  | 27  | 42  | 77  | —  | —  | —  | —  | —  |
| 2018–2019  | Colorado Eagles                    | AHL        | 54  | 12  | 11  | 23  | 47  | 4  | 0  | 0  | 0  | 6  |
| NHL totalt | NHL totalt                         | NHL totalt | 8   | 0   | 3   | 3   | 2   | —  | —  | —  | —  | —  |
| AHL totalt | AHL totalt                         | AHL totalt | 319 | 71  | 86  | 157 | 274 | 4  | 0  | 0  | 0  | 6  |
| OHL totalt | OHL totalt                         | OHL totalt | 271 | 120 | 126 | 246 | 323 | 37 | 14 | 21 | 35 | 57 |